# Discocurtisia arundinariae
Discocurtisia arundinariae är en svampart som först beskrevs av Berk. & M.A. Curtis, och fick sitt nu gällande namn av John Axel Nannfeldt 1983. Discocurtisia arundinariae ingår i släktet Discocurtisia och familjen Dermateaceae.   Inga underarter finns listade i Catalogue of Life.